# Ismael Cortinas (localidad)
Ismael Cortinas es una villa uruguaya del departamento de Flores, y es sede del municipio homónimo. Antiguamente era llamada Arroyo Grande ya que en las cercanías de la localidad nace el arroyo con este mismo nombre.

## Ubicación
La localidad se encuentra ubicada en el extremo sudoeste del departamento de Flores, en la confluencia de las cuchillas Grande Inferior y Guaycurú, en el límite con los departamentos de Colonia, San José y Soriano y en la confluencia de las rutas nacionales 12 y 23.

## Historia
El 18 de octubre de 1950 a través de la ley 11607 se elevó a la categoría de pueblo, con la denominación "Ismael Cortinas" al núcleo de población que se agrupaba junto a la Estación Arroyo Grande del Ferrocarril Central, de la línea a Mercedes, instalada en 1902. El rápido desarrollo demográfico llevó a que el pueblo fuera declarado villa el 15 de octubre de 1963.
Debe su nombre al periodista, político del Partido Nacional y autor teatral Ismael Cortinas (1884-1940), nativo del lugar, quien fue diputado entre 1915 y 1925, senador (1924-1929) y miembro del Consejo Nacional de Administración desde 1929 hasta el golpe de Estado de Gabriel Terra en 1933, cuando fue desterrado.
Hasta 1977, la localidad se encontraba peculiarmente repartida entre las cuatro jurisdicciones de los departamentos de Flores, Colonia, San José y Soriano, debido a que se ubicaba justo en el límite de estos departamentos. A través de la ley 14708 del 30 de septiembre de 1977 se modificaron los límites de dichos departamentos por lo que Ismael Cortinas pasó a formar parte exclusivamente del departamento de Flores.

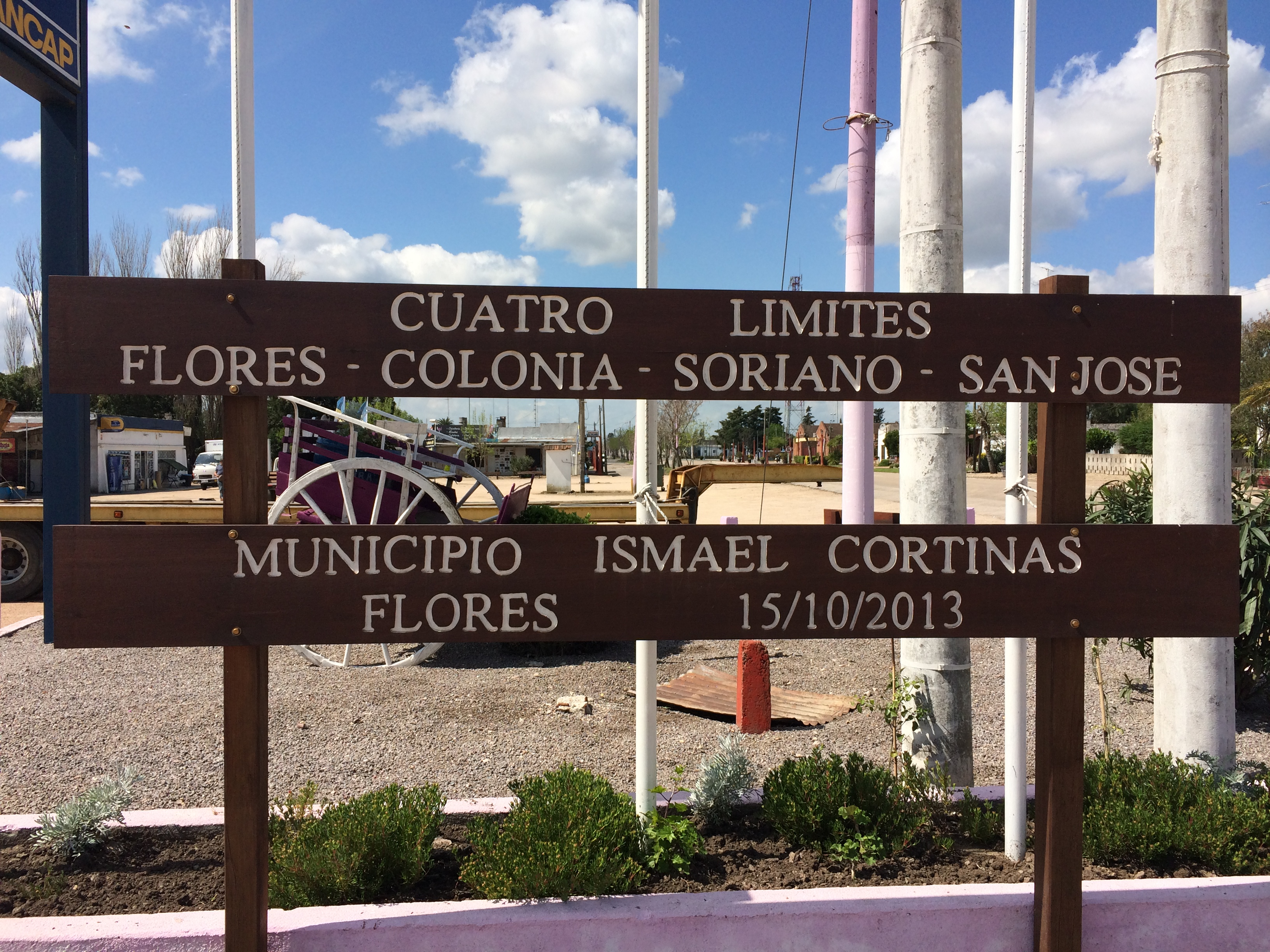
Ismael Cortínas se ubica en el límite de 4 departamentos: Flores, Colonia, Soriano y San José.

## Población
Según el censo del año 2023, la localidad cuenta con una población de 1075 habitantes.
| 515           | 580 | 938 | 1036 | 1069 | 918 | 1075 |
| (Fuente: INE) |     |     |      |      |     |      |

## Economía
Ismael Cortinas -un centro de servicios en una zona de ganadería lechera y producción de cereales- se vincula más con las ciudades de Cardona y San José de Mayo que con la lejana capital departamental, localizada 62 kilómetros al noreste.
Abundan en la zona los yacimientos de granito negro y gris.

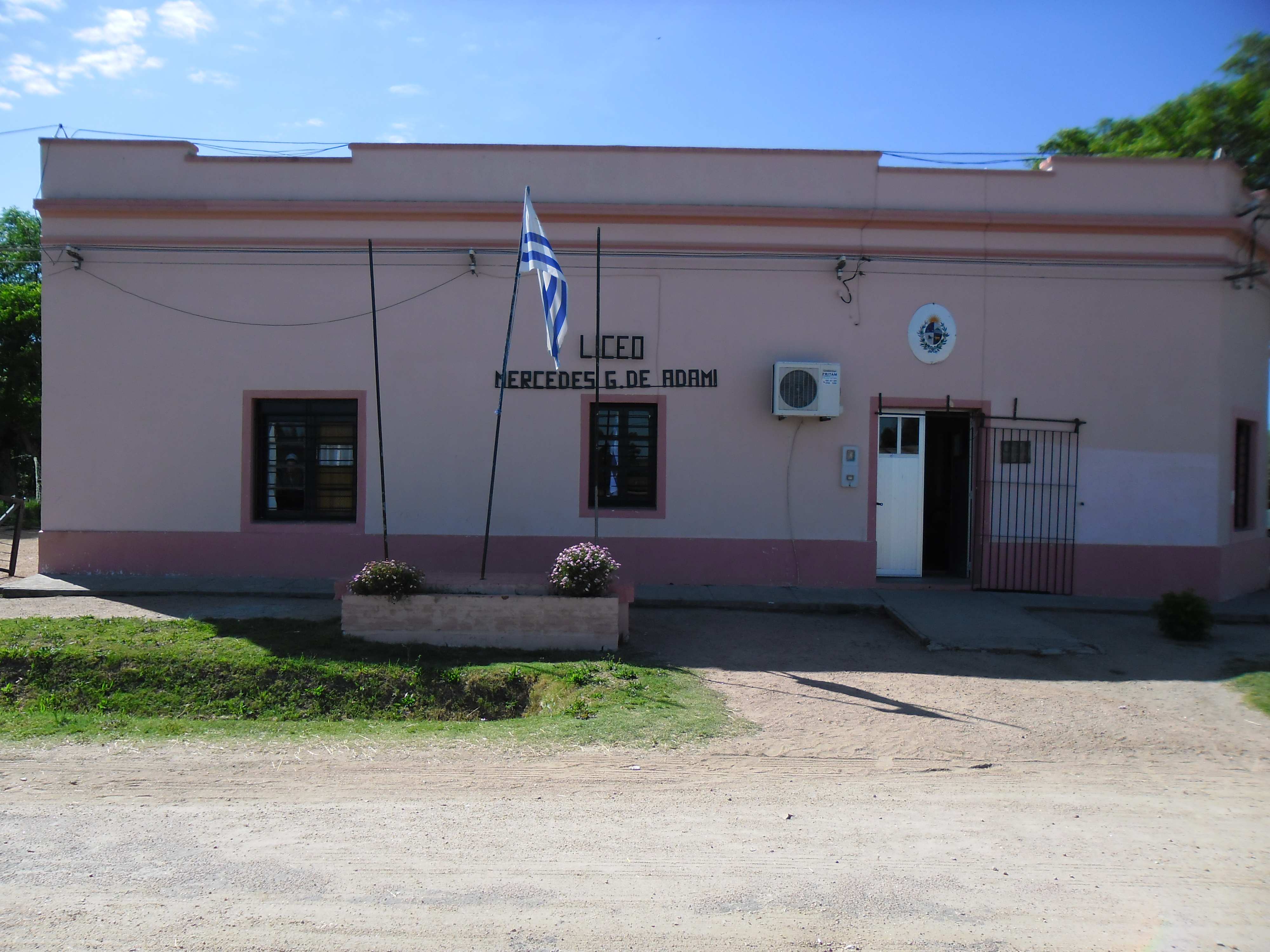
Liceo Mercedes Giavi de Adami en Ismael Cortinas, Flores, Uruguay (2010)

## Servicios
Desde 1953 cuenta con su Junta Local (actualmente municipio). Cuenta con la escuela primaria Pilar Herrera de Arteaga, el liceo Mercedes Giavi de Adami que desde 2012 funciona en modalidad de tiempo completo, la Escuela Municipal del Hogar y la escuela agraria La Carolina.

## Medios de comunicación
Ismael Cortinas, cuenta con un portal de noticias desde el año 2014, denominado www.ismaelcortinas.com donde se narra toda la actividad social, cultural, deportiva y política de la localidad.

## Deportes
El club de fútbol local es el Club Social y Deportivo Arroyo Grande y su campo deportivo el Complejo "Norberto Bratschi".